# Amt Wildeshausen
Das Amt Wildeshausen war ein Verwaltungsbezirk des Großherzogtums Oldenburg und des späteren Freistaats Oldenburg. Der Sitz des Amtes war in Wildeshausen. Die Funktion der oldenburgischen Ämter entsprach weitgehend der Funktion der Landkreise im übrigen Deutschen Reich.

## Geschichte

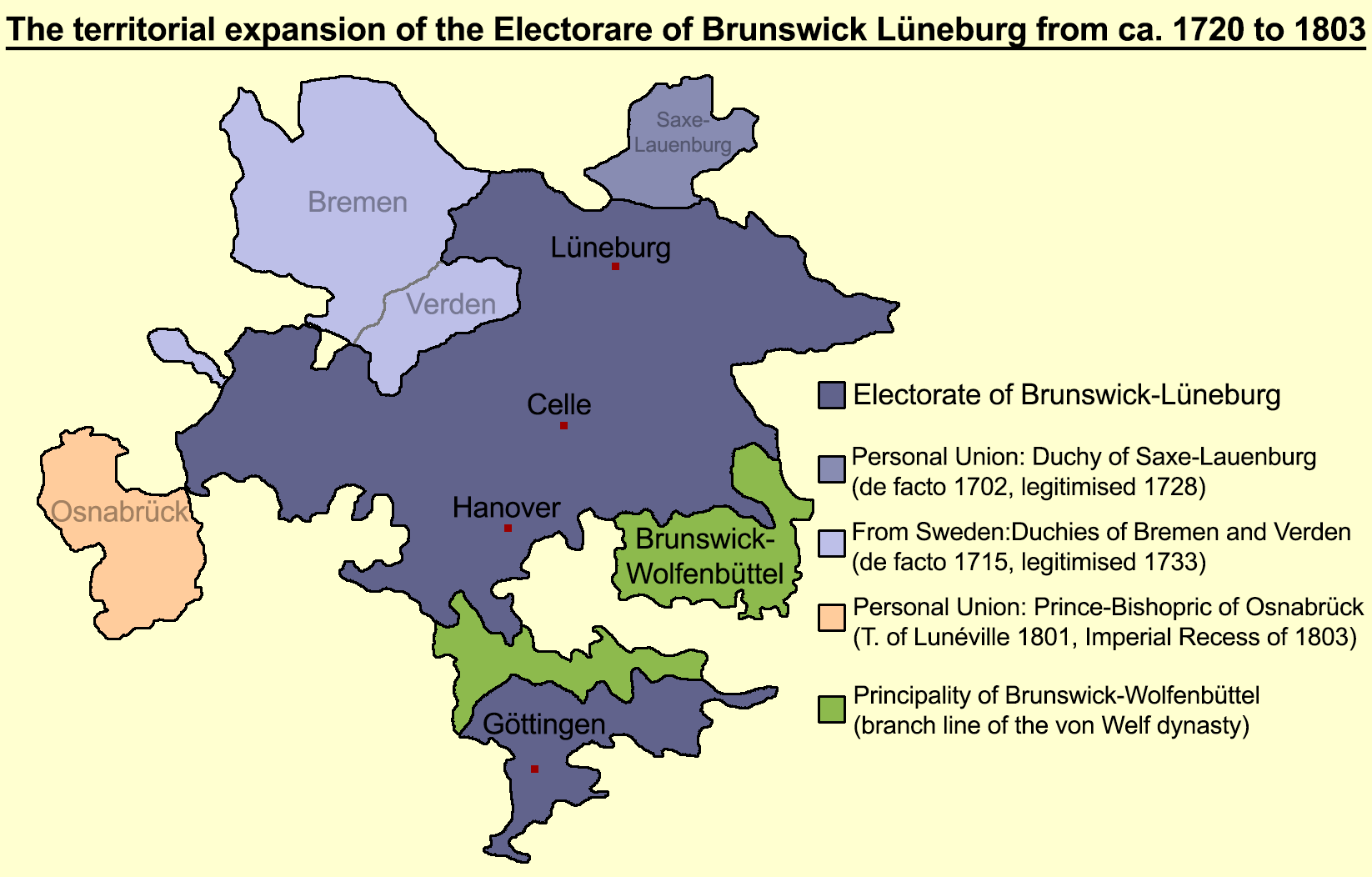
Amt Wildeshausen, westlicher hellblauer Zipfel

Die Söhne von Heinrich II. Heinrich III. und Burchard übertrugen Burg und Vogtei Wildeshausen an das Erzbistum Bremen, um es von ihm als Lehen zurückzuempfangen. Vorausgegangen war ein Konflikt mit der Oldenburger Linie des Grafenhauses um diverse Besitzrechte. Nach dem Tod von Burchards Sohn Heinrich IV. 1270 fiel Wildeshausen als erledigtes Lehen an das Erzbistum Bremen. Zum Amt Wildeshausen gehörten zunächst nur die heutigen Gebiete der Gemeinden Wildeshausen und Großenkneten.
Nach wechselnder Zugehörigkeit im 17. Jahrh. gehörte es noch 1712 als Teil des Herzogtums Bremen zu Dänemark und wurde 1715 an das Kurfürstentum Braunschweig-Lüneburg verkauft.
1803 erlangte Oldenburg im Reichsdeputationshauptschluss im Tausch gegen den Elsflether Weserzoll als Entschädigung das hannoversche Amt Wildeshausen sowie auch aus dem aufgelösten Hochstift Münster die Ämter Vechta und Cloppenburg.
Das Amt wurde im Rahmen der oldenburgischen Verwaltungsreform von 1814 umgeformt und umfasste nun Wildeshausen, Dötlingen, Großenkneten, Hatten und Huntlosen. 1858 wurde die Gemeinde Hatten an das benachbarte Amt Oldenburg abgegeben. Hinrich Gerhard Kückens war Amtshauptmann. 1933 ging das Amt Wildeshausen im neuen Amt Oldenburg, dem heutigen Landkreis Oldenburg auf.

## Einwohnerentwicklung
| Amt Wildeshausen | 1890  | 1900  | 1910   | 1925   |
| ---------------- | ----- | ----- | ------ | ------ |
| Einwohner        | 8.126 | 8.784 | 10.093 | 12.481 |

## Gemeinden
Das Amt Wildeshausen umfasste zuletzt fünf Gemeinden (Stand 1. Dezember 1910):
| Gemeinde                   | Einwohner |
| -------------------------- | --------- |
| Dötlingen                  | 2590      |
| Großenkneten               | 2960      |
| Huntlosen                  | 819       |
| Wildeshausen, Landgemeinde | 1236      |
| Wildeshausen, Stadt        | 2488      |